# Љубиша Петрушевски
Љубиша Петрушевски (Куманово, 1939 — Београд, 31. август 2002) био је српски музичар, професор и декан Факултета музичке уметности у Београду, члан Београдске филхармоније, Симфонијског оркестра Радио Београда и оркестра Београдске опере.

## Биографија и каријера
Рођен је 1939. године у Куманову, а школовао се у Београду. Завршио је Музичку академију у Београду као један од најбољих студената, а школовање је наставио у Паризу. Док је студирао, свирао је у Народном оркестру ансамбла „Коло”. Крајем осамдесетих година престао је да ради на професионалним оркестарским ангажманима и посветио се поедагошком раду.
Добитник је награда на многим такмичењима, свирао је као солиста и главни обоиста Београдске филхармоније, Београдске опере и Симфонијског оркестра Радио-телевизије Србије. Био је професор на Факулету музичке уместо Универзитета у Београду, као и декан истог факулета од 1998. до смрти 2002. године.
Преминуо је 31. августа 2002. године, а сахрањен је у Алеји заслужних грађана на Новом гробљу.